# 横行小管
横行小管（おうこうしょうかん、英:transverse tubule）とは筋小胞体の間に位置し、筋線維の長軸に直角に存在する管。T細管または単にT管とも呼ばれる。その内腔は細胞外液で満たされ、筋細胞の活動電位を細胞内に伝達する機能を有する。横行小管の両側に筋小胞体終末槽が配置するため、骨格筋ではこの構造を筋小胞系の三連構造(トライアッド)と呼ぶ。心筋では終末槽が片側だけのためダイアッドとなる。